# Hierochloe equiseta
Hierochloe equiseta är en gräsart som beskrevs av Victor Dmitrievich Zotov. Hierochloe equiseta ingår i släktet Hierochloe och familjen gräs. Inga underarter finns listade i Catalogue of Life.